# Lịch đại đế vương đồ quyền
Lịch đại đế vương đồ quyền (chữ Hán: 歷代帝王圖卷) hoặc Cổ đế vương đồ quyền (chữ Hán: 古帝王圖卷) hoặc Cổ đế hoàng đồ quyền (chữ Hán: 古帝皇圖卷) hoặc Cổ liệt đế đồ quyền (chữ Hán: 古列帝圖卷) hoặc Thập tam đế đồ quyền (chữ Hán: 十三帝圖卷) là những nhan đề của một họa phẩm của tác giả Diêm Lập Bản, mô tả 13 hoàng đế trong lịch sử Trung Hoa, gồm: Hán Chiêu Đế, Hán Quang Vũ Đế, Tào Ngụy Văn Đế, Hán Chiêu Liệt Đế, Đông Ngô Đại Đế, Tấn Vũ Đế, Bắc Chu Vũ Đế, Trần Văn Đế, Trần Phế Đế, Trần Tuyên Đế, Trần Hậu Chủ, Tùy Văn Đế, Tùy Dạng Đế. Hiện họa phẩm này được trưng bày tại Bảo tàng Mỹ thuật Boston, Boston, Hoa Kỳ.

## Nhân vật
| Thứ tự | Chân dung | Hoàng đế          | Trị vì          |
| ------ | --------- | ----------------- | --------------- |
| 1      |           | Hán Chiêu Đế      | 87 TCN – 74 TCN |
| 2      |           | Hán Quang Vũ Đế   | 25 – 57         |
| 3      |           | Ngụy Văn Đế       | 220–226         |
| 4      |           | Ngô Đại Đế        | 229–252         |
| 5      |           | Hán Chiêu Liệt Đế | 221–223         |
| 6      |           | Tấn Vũ Đế         | 265–290         |
| 7      |           | Trần Tuyên Đế     | 568–582         |
| 8      |           | Trần Văn Đế       | 560–566         |
| 9      |           | Trần Phế Đế       | 566–568         |
| 10     |           | Trần Hậu Chủ      | 582–589         |
| 11     |           | Bắc Chu Vũ Đế     | 561–578         |
| 12     |           | Tùy Văn Đế        | 581–604         |
| 13     |           | Tùy Dạng Đế       | 604–618         |

#### Văn học
- Eli Lancman: Chinese Portraiture. Tuttle, Tokio u. a. 1966, ISBN 0-80480-104-5.